# Los hermanos corsos
 Los hermanos corsos  es una película de Argentina dirigida por Leo Fleider según el guion de Ariel Cortazzo según la novela homónima de Alejandro Dumas (padre) que se estrenó el 1 de febrero de 1955 y que tuvo como protagonistas a Antonio Vilar, Analía Gadé, Fina Basser y Tomás Bianco.

## Sinopsis
Un hombre es muerto en un duelo y su hermano mellizo que llega desde la isla de Córcega se enamora de la misma joven que aquel amaba y se une a la conspiración en la que su hermano participaba.

## Reparto
- Antonio Vilar
- Analía Gadé
- Fina Basser
- Tomás Bianco
- Nelly Urtado
- Francisco López Silva
- Néstor Deval
- Félix Rivero
- Maruja Montes
- Oscar Llompart
- Josefa Goldar
- Alberto Barcel
- Adolfo Linvel
- Héctor Armendáriz
- Anita Lang

## Comentarios
KING: 

”Logrado relato de aventuras…Leo Fleider se apega al libro y es fiel en la síntesis, expresándolo hábilmente en imágenes de permanente movilidad.”

Manrupe y Portela consideran a la película:

”Innecesaria y a mitad de camino.”